# Augustynowicz (herb szlachecki)
Augustynowicz – polski herb szlachecki, nadany w zaborze austriackim.

## Opis herbu
Na szachownicy zielono-złotej dwie strzały o drzewcach czarnych, żeleźcach srebrnych i lotkach czerwonych w krzyż skośny. Na nich usta srebrne z wąsami czarnymi. Herb posiada dwa hełmy. Klejnot na prawym: Skrzydło orle przeszachowane jak pole herbu, w lewo. Klejnot na hełmie lewym: Skrzydło orle przeszachowane jak pole herbu. Labry na obu hełmach zielone, podbite złotem.

## Najwcześniejsze wzmianki
Nadany Benedyktowi Joachimowi Augustynowiczowi razem z drugim stopniem szlachectwa (Ritter von) oraz predykatem "von Czerniejów" w Galicji w 1780 roku.

## Herbowni
Augustynowicz.